# قتل فاطمه سلطانی
فاطمه سلطانی (۲۰ آذر ۱۳۸۶ – ۲۸ فروردین ۱۴۰۴)، نوجوانی اهل ایران بود که در شهر اسلام‌شهر واقع در استان تهران، توسط پدرش به قتل رسید. این قتل به عنوان نمونه‌ای دیگر از قتل‌های ناموسی در ایران، بازتاب گسترده‌ای در رسانه‌های فارسی‌زبان و شبکه‌های اجتماعی داشت و بحث‌هایی را دربارهٔ قوانین مربوط به قتل‌های زنان در ایران برانگیخت.

## وقوع جنایت
صبح روز پنج‌شنبه ۲۸ فروردین ۱۴۰۴، پدر فاطمه با استفاده از شماره تلفنی که دخترش برای ارتباط کاری در صفحه اینستاگرام خود منتشر کرده بود، به‌عنوان مشتری با او تماس گرفت و پس از یافتن آدرس، به سالن آرایشی محل کار فاطمه مراجعه کرد. او در مقابل محل کارش، در خیابان، مقابل چشم رهگذران با فریادهای خشمگین به فاطمه حمله کرد و او را با ۱۴ ضربه چاقو به قتل رساند. پس از ارتکاب جنایت، پدر فاطمه خود را به پلیس معرفی کرد.

### انگیزه
رسانه‌ها به نقل از خانواده فاطمه سلطانی حمایت او از مادرش در برابر خشونت خانگی، آشکارسازی خیانت و مشکل اخلاقی پدر و تلاش برای استقلال مالی را دلیل قتل فاطمه عنوان کرده‌اند. پدر نیز در اعترافات خود اختلافات خانوادگی را دلیل این جنایت شمرده است.

## واکنش‌ها
قتل فاطمه سلطانی موجی از خشم و اندوه را در میان فعالان حقوق زنان و کاربران شبکه‌های اجتماعی به‌دنبال داشت. بسیاری از کاربران خواستار اصلاح قوانین مربوط به قتل‌های خانوادگی خصوصاً زنان شدند. از جمله نکات مورد انتقاد، خلأ قانونی در برخورد سخت‌گیرانه با پدرانی است که فرزندانشان را به قتل می‌رسانند.

### پیامدها و ابعاد حقوقی
در قوانین ایران، پدر به‌عنوان «ولی دم» در صورت قتل فرزند، با تخفیف مجازات مواجه است و در بسیاری از موارد، از مجازات قصاص معاف می‌شود. این موضوع در پرونده فاطمه سلطانی بار دیگر مورد انتقاد قرار گرفت. برخی حقوقدانان با اشاره به ضرورت اصلاح مواد ۳۰۱ و ۳۰۲ قانون مجازات اسلامی خواستار بازنگری اساسی در این قوانین شدند.